# پالانی
ایل پالانی، نام ایلی در مازندران هست که در مازندران به صورت پهلون و پاهلون گویش می‌شود. محمدتقی بهار در تاریخ احزاب سیاسی نوشته است: «نام طایفه پالانی در تاریخ خانی طبع پتروگراد برده شده است و تا جایی که به یاد دارم غیر از آن تاریخ که وقایع حکام گیلان و لاهیجان و ظهور شاه اسماعیل و حالات خان احمد گیلانی را می‌نویسد نامی از این طایفه در تاریخ دیگر برده نشده است.»
تاریخ خانی در سال ۹۲۲هـ. ق نوشته شده و شرح حوادث سال‌های ۸۸۰ تا ۹۲۰هـ. ق ناحیه گیلان و لاهیجان، یعنی دو دهه نخستین دوره صفویه و دو دهه پیش از تأسیس آن سلسله را دربردارد. طبق گفته محمدتقی بهار نام طایفه پالانی در منطقه گیلان و مازندران در تاریخ خانی حدود (۵۱۸ تا ۵۵۸) سال پیش آمده است.